# Rosmira
Rosmira o Rosmira fedele (RV 731) è un'opera di Antonio Vivaldi del 1738, su libretto rimaneggiato di Silvio Stampiglia.

## Vicende storiche
L'opera, per la verità piuttosto un pasticcio, con arie di Hasse, Pergolesi, Haendel, Mazzoni, Pampani, Giuseppe Antonio Paganelli, e l'ouverture presa in prestito da Girolamo Micheli, fu creata in occasione della stagione di fortuna, organizzata precipitosamente da Vivaldi per il carnevale 1738, al Teatro Sant'Angelo di Venezia, dopo che, del tutto inopinatamente, l'arcivescovo di Ferrara, cardinale Tommaso Ruffo gli aveva interdetto l'ingresso in città, impedendo così l'esecuzione delle opere che Vivaldi si era già impegnato a produrre sulla piazza emiliana. Il trattamento subìto, fermamente respinto e considerato ingiustificato dal compositore, lo portò sull'orlo della rovina e lo gettò nello sconforto, costituendo uno dei motivi del suo abbandono, di lì a un paio d'anni, dell'Italia, e del suo conseguente trasferimento a Vienna. L'opera era dedicata al margravio Federico di Brandeburgo-Bayreuth e conteneva balletti di Francesco Catenella. La compagnia impiegata era quella già messa sotto contratto per la stagione sfumata, a Ferrara.
L'opera fu ripresa nel 1739 a Graz, ancora con la partecipazione di Anna Girò, e costituisce l'ultima testimonianza conservata della produzione operistica di Vivaldi.

## Personaggi e interpreti
| personaggio | tipologia vocale      | primi interpreti, 27 gennaio 1738 |
| ----------- | --------------------- | --------------------------------- |
| Arsace      | soprano (in travesti) | Margherita Giacomazzi             |
| Rosmira     | mezzosoprano          | Anna Girò                         |
| Partenope   | contralto             | Dorotea Lalli                     |
| Ersilia     | soprano               | Catterina Bassi                   |
| Armindo     | soprano castrato      | Giacomo Zaghini                   |
| Ormonte     | soprano castrato      | Pasqualino Negri                  |
| Emilio      | basso                 | Giuseppe Rossi                    |